# Rocamur
Rocamur és un turó de 791 metres situat al vessant est del massís de Sant Llorenç del Munt. Es troba al municipi de Sant Llorenç Savall, al Vallès Occidental. És entre la vall d'Horta i la vall de Mur, i s'uneix a la resta del massís a través del coll Gavatx. També es coneix amb el nom de "la Màquina de Tren" per la semblança a una locomotora.
Aquest turó és troba dins del límit del Parc Natural de Sant Llorenç del Munt i l'Obac, creat el 1972. Des del 2000 també forma part de l'Inventari d'espais d'interès geològic de Catalunya (IEIGC) inventariat com espai d'interès geològic en el conjunt de la geozona Sant Llorenç del Munt i l'Obac, la qual forma part del parc natural majoritàriament.